# ستيب بلاثابات
ستيب بلاثابات (مواليد 31 أغسطس 1989)، هو لاعب كرة قدم كان يلعب كمهاجم.

## وصلات خارجية
- ستيب بلاثابات على موقع رابطة كرة القدم اليابانية للمحترفين (اليابانية)
- ستيب بلاثابات على موقع قاعدة بيانات كرة القدم.إي يو (الإنجليزية)
- ستيب بلاثابات على موقع Soccerway.com (الإنجليزية)
- ستيب بلاثابات على موقع عالم كرة القدم.نت (الإنجليزية)